# 힐러리 셰퍼드
힐러리 셰퍼드(Hilary Shepard, 1959년 12월 10일 ~ )는 미국의 배우, 텔레비전 배우, 성우, 영화배우, 가수이다.
뉴욕에서 태어났다.

## 영화
- 고잉 쇼핑 (2005년)
- 40살까지 못해본 남자 (2005년)
- 데브라 윙거를 찾아서 (2002년) - 본인 역
- 아발란체 (1998년)
- 아담스 패밀리 3 (1998년)
- 무적 파워 레인저 (1997년) - 디바톡스 역
- 라스트 엑시트 투 어스 (1996년) - 릴리스 역
- 스캐너 캅 (1994년)
- 50피트 우먼 (1993년)
- 이젠 키스 안 사요 (1992년)
- 스페이스 캅 (1990년)
- 뜨거운 애정 게임 (1988년)
- 풀 하우스 (1987년)
- 해리와 아치 (1986년)
- 레이디오액티브 드림스 (1985년)
- 해변의 사생활 (1985년)
- 썸머 러버스 (1982년)